# 小行星7785
小行星7785（英語：7785）是一颗围绕太阳公转的小行星。1994年8月29日，清水義定、浦田武在那智胜浦町发现了此天体。
这颗小行星的绝对星等为215.34541等。